# Kamjanske (Bolhrad)
Kamjanske (ukrainisch Кам'янське; russisch Каменское Kamenskoje, rumänisch Taşlâc) ist ein Dorf in der ukrainischen Oblast Odessa mit etwa 2100 Einwohnern (2024).

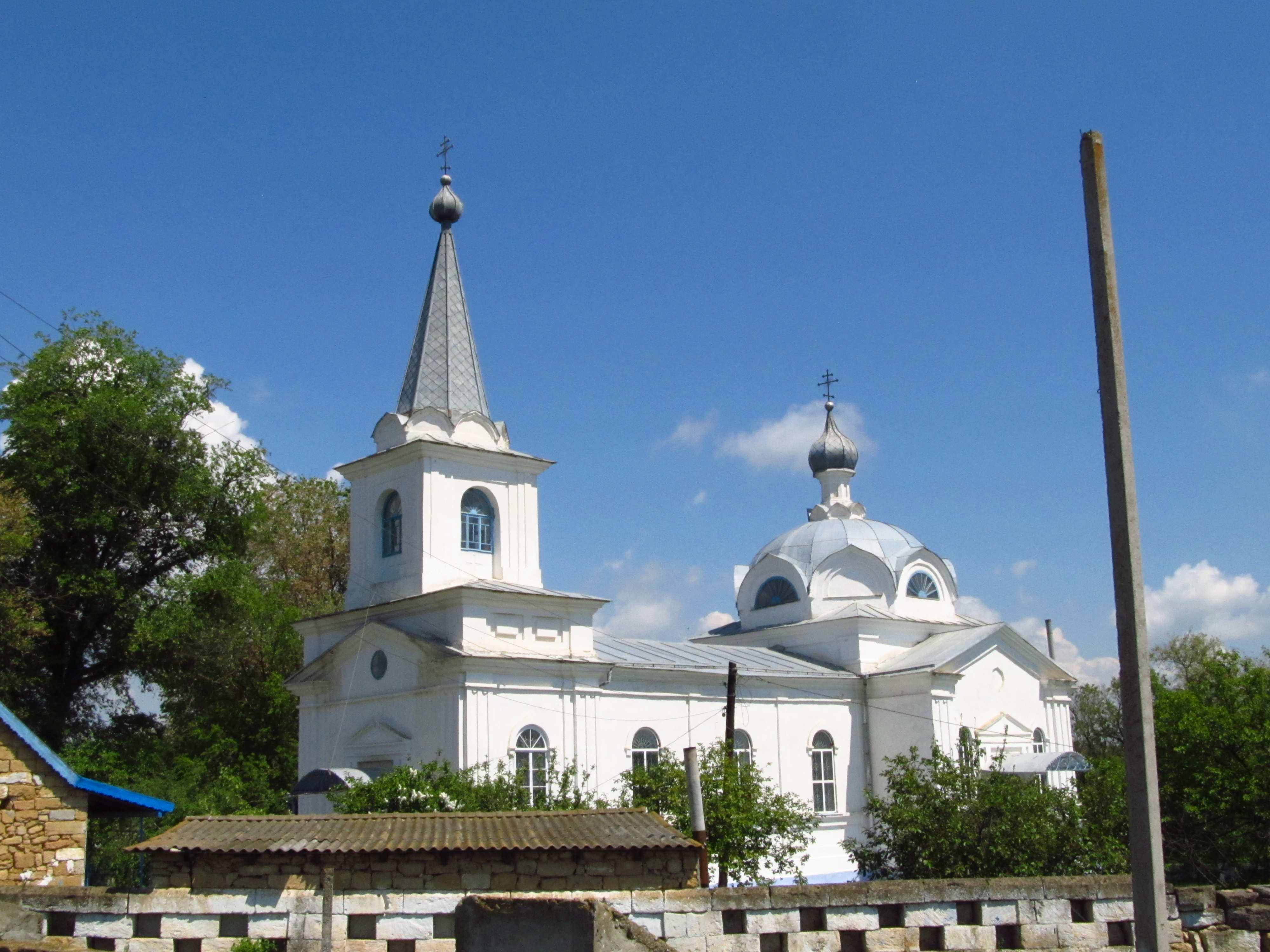
Kirche in Kamjanske

Das 1813 von Siedlern aus Transnistrien und Tawrija (Таврия) unter dem Namen Taschlyk (Ташлик) gegründete Dorf erhielt am 14. November 1945 seinen heutigen Namen.
Die Ortschaft liegt am Ufer des Taschlyk (Ташлик), einem 23 km langen Nebenfluss der Alijaha (Аліяга), 28 km südwestlich vom ehemaligen Rajonzentrum Arzys und 165 km südwestlich vom Oblastzentrum Odessa.
Am 12. Juni 2020 wurde das Dorf ein Teil der Stadtgemeinde Arzys; bis dahin bildete es die Landratsgemeinde Kamjanske (Кам'янська сільська рада/Kamjanska silska rada) im Süden des Rajons Arzys.
Seit dem 17. Juli 2020 ist es ein Teil des Rajons Bolhrad.